# Old Moddington's Daughters
Old Moddington's Daughters è un cortometraggio muto del 1913 diretto da William J. Bauman.

## Produzione
Il film fu prodotto dalla Vitagraph Company of America.

## Distribuzione
Distribuito dalla General Film Company, il film - un cortometraggio in una bobina - uscì nelle sale cinematografiche statunitensi il 9 settembre 1913.